# Diuques
Diuques (en llatí Dieuches, en grec Διεύχης) fou un metge grec que va viure probablement al segle iv aC i pertanyia a l'Escola dogmàtica, segons diu Galè.
Fou tutor de Numeni d'Heraclea, segons Ateneu de Naucratis, i és esmentat diverses vegades per Plini el Vell. Va escriure alguns llibres de medicina dels que només se'n conserven fragments, citats per Ruf Efesi.